# Walter Sorkale
Walter Sorkale (* 17. Januar 1890 in Berlin; † 19. April 1945) war ein deutscher Fußballspieler.

## Karriere

### Vereine
Sorkale gehörte dem BFC Preussen von 1907 bis 1925 an, für den er bis 1911 im Verband Berliner Ballspielvereine, danach bis zu seinem Karriereende im Verband Brandenburgischer Ballspielvereine aktiv war.
Im dritten Spieljahr seiner Vereinszugehörigkeit gewann er nach der doppelten Punktspielrunde mit neun Mannschaften seinen ersten Titel.
In der vom VBB in zwei Gruppen ausgetragenen Meisterschaft ging er mit seiner Mannschaft als Sieger der Gruppe B hervor und bestritt am 7. und 21. April 1912 die beiden Finalspiele gegen den Sieger der Gruppe A, dem Berliner TuFC Viktoria 89. Aus diesen ging er mit seiner Mannschaft mit einem Gesamtspielergebnis von 4:2 als Berliner Meister hervor.
Aufgrund der beiden Meisterschaften spielte er mit dem BFC Preussen jeweils in der Endrunde um die Deutsche Meisterschaft.
In den beiden Auftaktbegegnungen am 17. April 1910 und 5. Mai 1912 – jeweils in Hamburg ausgespielt – unterlag er zweimal gegen Holstein Kiel mit 1:4 und 1:2.
Am Saisonende 1922/23 stieg er mit dem BFC Preussen ab und kehrte zur Saison 1924/25 zurück in die oberste Berliner Spielklasse, die im Entscheidungsspiel gegen den VfB Pankow gehalten werden konnte.

### Auswahl-/Nationalmannschaft
Mit der Auswahlmannschaft Brandenburgs zog er im Wettbewerb um den Kronprinzenpokal 1911/12 nach dem 10:0-Sieg im Viertelfinale gegen die Auswahlmannschaft Nordostdeutschlands und dem 2:1-Sieg im Halbfinale gegen die Auswahlmannschaft Norddeutschlands in das am 18. Februar 1912 in Berlin ausgetragene Finale ein. Bei der 5:6-Niederlage gegen die Auswahlmannschaft Süddeutschlands bildete er dabei mit den zwei Spielern von Viktoria 89, Willi Knesebeck und Paul Hunder, die Läuferreihe.
Sein einziges Länderspiel für die A-Nationalmannschaft bestritt er am 29. Oktober 1911 in Hamburg bei der 1:3-Niederlage gegen die Nationalmannschaft Schwedens. Als rechter Läufer bildete er gemeinsam mit Camillo Ugi und Paul Hunder die Läuferreihe.

## Erfolge
- Berliner Meister 1910, 1912

## Sonstiges
Sorkale hatte den Beruf eines Kaufmanns erlernt. In den Aufzeichnungen von Fritz Tauber wird sein Todesdatum mit 18. März 1946 notiert.